# Wladimir Wassiljewitsch Browtschenko
Wladimir Wassiljewitsch Browtschenko (russisch Владимир Васильевич Бровченко; * 27. Juni 1990) ist ein russischer Naturbahnrodler. Er startet seit der Saison 2009/2010 im Weltcup.

## Karriere
Wladimir Browtschenko hatte seinen ersten internationalen Auftritt bei der Juniorenweltmeisterschaft 2008 in Latsch, wo er mit Alexander Daschewski den neunten und vorletzten Platz im Doppelsitzer belegte. Weitere Teilnahmen an internationalen Juniorenmeisterschaften folgten nicht. Seit der Saison 2009/2010 ist Browtschenko im Einsitzer im Weltcup am Start. Allerdings nahm er in der Saison 2009/2010 und in der Saison 2010/2011 nur an den jeweils ersten zwei Rennen in Nowouralsk teil. Dabei erreichte er Platzierungen um Rang 15, womit er 2009/2010 den 31. Platz und 2010/2011 den 30. Platz im Gesamtweltcup belegte. In der Saison 2011/2012 bestritt er keine internationalen Wettkämpfe.

## Erfolge

### Juniorenweltmeisterschaften
- Latsch 2008: 9. Doppelsitzer (mit Alexander Daschewski)

### Weltcup
- 3 Platzierungen unter den besten 15